# Herminia lineosa
Herminia lineosa là một loài bướm đêm trong họ Noctuidae.